# Cucujus coccinatus
Cucujus coccinatus is een keversoort uit de familie platte schorskevers (Cucujidae). De wetenschappelijke naam van de soort werd in 1881 gepubliceerd door George Lewis.